# Archimédovské těleso

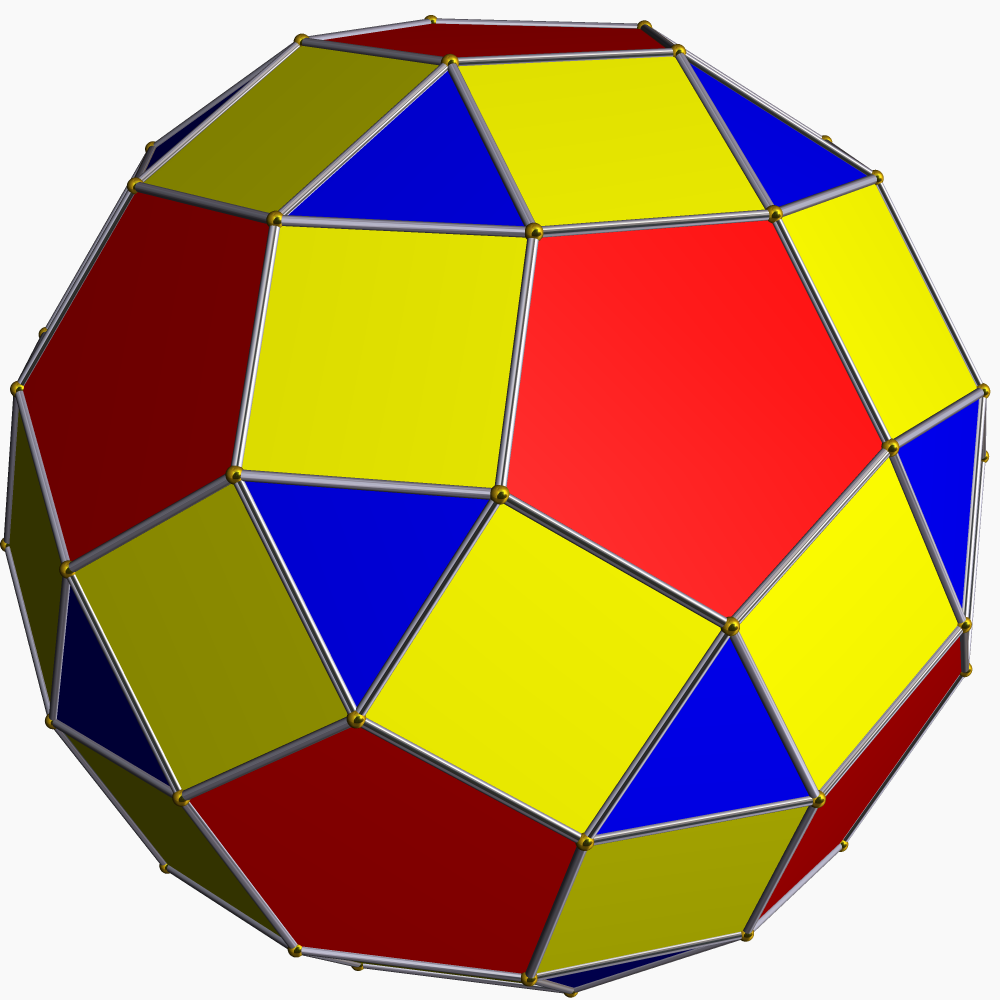
Rombikosidodekaedron, jedno z archimédovských těles

V geometrii je archimédovské těleso vysoce symetrický, polopravidelný konvexní mnohostěn. Skládá se ze dvou nebo více typů pravidelných mnohoúhelníků, které se setkávají v identických vrcholech. Jsou odlišné od platónských těles, která se skládají z pouze jednoho typu mnohoúhelníků, setkávajících se v identických vrcholech.
„Identickými vrcholy" se obvykle myslí to, že pro dva libovolné vrcholy musí být izometrie celého tělesa stejná u každého úhlu k ostatním. Někdy je místo toho pouze požadováno, že stěny setkávající se v jednom vrcholu jsou izometricky spojené ke stěnám ostatních.
Hranoly, jejichž symetrické skupiny jsou dihedrální grupy, nejsou obecně považovány za archimédovská tělesa, a to navzdory výše splněné definici. Všechny mohou být zhotoveny přes Wythoffovou konstrukci z platonských těles.

## Původ
Archimédovská tělesa jsou pojmenována podle Archiméda, který o nich napsal ve svých spisech. Během renesance umění matematické „čisté formy" byly nově hledány všechny tyto formy těles. Toto hledání bylo dokončeno v roce 1620 Keplerem.

## Klasifikace
Matematika zná třináct archimedovských těles. Další dvě archimédovská tělesa lze získat jako zrcadlové obrazy dvou z výše uvedených třinácti těles.
Zde je jejich přehled:
| Název (Konfigurace vrcholů)                                                                         | Transparent         | Těleso                              | Mnohúhelníky                            | Stěny | Stěny                                         | Hrany | Vrcholy | Symetrická skupina |
| --------------------------------------------------------------------------------------------------- | ------------------- | ----------------------------------- | --------------------------------------- | ----- | --------------------------------------------- | ----- | ------- | ------------------ |
| komolý čtyřstěn (3.6.6)                                                                             | (Animace)           | 3D pohled na osekaný čtyřstěn       | Plošný pohled na osekaný čtyřstěn       | 8     | 4 trojúhelníky 4 šestiúhelníky                | 18    | 12      | Td                 |
| kuboktaedr neboli krychloktaedr (3.4.3.4)                                                           | (Animace)           | 3D pohled na kuboktaedr             | Plošný pohled na kuboktaedr             | 14    | 8 trojúhelníků 6 čtverců                      | 24    | 12      | Oh                 |
| komolá krychle nebo osekaný šestistěn (3.8.8)                                                       | (Animace)           | 3D pohled na osekanou krychli       | Plošný pohled na osekanou krychli       | 14    | 8 trojúhelníků 6 osmiúhelníků                 | 36    | 24      | Oh                 |
| komolý osmistěn (4.6.6)                                                                             | (Animace)           | 3D pohled na osekaný osmistěn       | Plošný pohled na osekaný osmistěn       | 14    | 6 čtverců 8 šestiúhelníků                     | 36    | 24      | Oh                 |
| rombická krychle nebo malý rombokuboktaedr (3.4.4.4 )                                               | (Animace)           | 3D pohled na rombokuboktaedr        | Plošný pohled na rombokuboktaedr        | 26    | 8 trojúhelníků 18 čtverců                     | 48    | 24      | Oh                 |
| komolý krychloktaedr nebo velký rombokuboktaedr (4.6.8)                                             | (Animace)           | 3D pohled na osekaný kuboktaedr     | Plošný pohled na osekaný kuboktaedr     | 26    | 12 čtverců 8 šestiúhelníků 6 osmiúhelníků     | 72    | 48      | Oh                 |
| přitlačená krychle nebo přitlačený šestistěn nebo otupěný kuboktaedr (2 chiralní formy) (3.3.3.3.4) | (Animace) (Animace) | 3D pohled na otupěný šestistěn      | Plošný pohled na otupěný šestistěn      | 38    | 32 trojúhelníků 6 čtverců                     | 60    | 24      | O                  |
| ikosidodekaedr (3.5.3.5)                                                                            | (Animace)           | 3D pohled na ikosododekaedr         | Plošný pohled na ikosododekaedr         | 32    | 20 trojúhelníků 12 pětiúhelníků               | 60    | 30      | Ih                 |
| komolý dvanáctistěn (3.10.10)                                                                       | (Animace)           | 3D pohled na osekaný dvanáctistěn   | Plošný pohled na osekaný dvanáctistěn   | 32    | 20 trojúhelníků 12 desetiúhelníků             | 90    | 60      | Ih                 |
| komolý dvacetistěn (5.6.6)                                                                          | (Animace)           | 3D pohled na osekaný dvacetistěn    | Plošný pohled na osekaný dvacetistěn    | 32    | 12 petiúhelníků 20 šestiúhelníků              | 90    | 60      | Ih                 |
| malý romboikosododekaedr (3.4.5.4)                                                                  | (Animace)           | 3D pohled na romboikosododekaedr    | Plošný pohled na romboikosododekaedr    | 62    | 20 trojúhelníků 30 čtverců 12 pětiúhelníků    | 120   | 60      | Ih                 |
| komolý ikosidodekaedr nebo velký rombikosidodekaedron (angl. big rhombicosidodecahedron) (4.6.10)   | (Animace)           | 3D pohled na osekaný ikosododekaedr | Plošný pohled na osekaný ikosododekaedr | 62    | 30 čtverců 20 šestiúhelníků 12 desetiúhelníků | 180   | 120     | Ih                 |
| přitlačený dvanáctistěn nebo otupěný ikosododekaedr (2 chirální formy) (3.3.3.3.5)                  | (Animace) (Animace) | 3D pohled na otupěný dvanáctistěn   | Plošný pohled na otupěný dvanáctistěn   | 92    | 80 trojúhelníků 12 pětiúhelníků               | 150   | 60      | I                  |